# Aliança Siciliana
Aliança Siciliana fou un moviment polític autonomista sorgit a Sicília, fundat per l'europarlamentari Nello Musumeci escindit d'Alleanza Nazionale, i únicament tenia base regional. L'octubre de 2007 es va integrar en el moviment "La Destra", fundat per Francesco Storace. Segons els fundadors el moviment era d'inspiració cristiana i social de la civilització europea i mediterrània, ques es proposava garantir les aspiracions de creixement socioeconòmic i la tutela de la identitat cultural del poble sicilià.
Aliança Siciliana debutà electoralment a les eleccions legislatives italianes de 2006 celebrades el 9 i 10 d'abril, presentant llista pròpia per al Senat en la circumscripció de Sicília. El moviment es presentà al marges de les grans coalicions a causa del vet de l'Alleanza Nazionale per l'apropament d'Aliança Siciliana a la Casa de les Llibertats dirigida pel candidat Silvio Berlusconi. Va obtenir l'1,42% dels vots sicilians, insuficients, per a obtenir cap senador. .
A les eleccions regionals de Sicília de 2006 decidí no aliar-se amb cap de les dues grans coalicions i presentà com a candidat a la presidència al seu propi cap, Nello Musumeci, en contraposició a Salvatore Cuffaro (Cdl) i Rita Borsellino (L'Unione).

Musumeci obtingué el 5,3% dels vots per la presidència, però el seu partit només va obtenir el 2,4%, lluny del 5% necessari per a obtenir diputat a l'Assemblea Regional Siciliana.
Pel novembre de 2006 el partit formà un pacte federatiu amb el Moviment per l'Autonomia de Raffaele Lombardo, que esdevindria operatiu a les pròximes conteses electorals.
El juliol de 2007 Nello Musumeci obrí la possibilitat d'aliança amb La Destra de Francesco Storace, culminada amb l'adhesió del 7 d'octubre de 2007, decidida en el 2n Congrés General celebrat vora Le Ciminiere a Catània.
La moció que preveia la confluència del moviment de Musumeci tenia com a primer firmant Gino Ioppolo, president de la direcció regional, i fou aprovada per aclamació d'unanimitat.